# Imperial (Texas)
Imperial ist ein Census-designated place (CDP) im Pecos County im US-Bundesstaat Texas. Das U.S. Census Bureau hat bei der Volkszählung 2020 eine Einwohnerzahl von 294 ermittelt.

## Geographie
Imperial liegt im mittleren Westen von Texas, 48 Kilometer nordöstlich von Fort Stockton und ca. 6 Kilometer südlich des Pecos River an der Kreuzung der Farm Roads 11 und 1053.

## Demographie
Im Jahre 2010 betrug die Einwohnerzahl 278, was einem Rückgang von 35 % gegenüber 2000 entspricht. Das Durchschnittsalter lag mit 44,4 Jahren etwa zehn Jahre über dem texanischen Durchschnittsalter. 126 Einwohner waren männlich (45,7 %), 152 Einwohner weiblich (54,3 %). Das Durchschnittseinkommen eines Haushaltes lag 2015 bei $ 61.641, somit etwa $ 10.000 über dem texanischen Durchschnitt. 50,4 % der Bevölkerung waren anglo-amerikanischer Herkunft, 49,3 % hispanischer. Die Bevölkerungsdichte betrug 2010 4,23 Einwohner pro Quadratmeile. Im Juni 2014 lag die Arbeitslosenquote bei 4,2 %.

## Geschichte
Die ersten Siedler kamen kurz nach 1900 in die Gegend des späteren Ortes Imperial. Zunächst hieß die 1908 entstandene Ansiedlung Redlands, 1910 wurde sie in Imperial umbenannt, um in Anknüpfung an das Imperial Valley den Ort für Siedler attraktiv erscheinen zu lassen, eine Poststation und eine Schule wurden errichtet. 1911 wurde der zukünftige Ort auf dem Gelände, das Benjamin E. Bush gehörte, öffentlich beworben. Um Siedler zur Ansiedlung zu bewegen, wurde 13 Kilometer westlich des Ortes ein Damm am Pecos River errichtet, um ein Wasserreservoir zu schaffen, von dort wurde ein Bewässerungskanal nach Imperial gebaut, um die Wasserversorgung des Ortes und der Farmen zu sichern. Käufer von Landparzellen erwarben mit dem Land gleichzeitig Wasserrechte.
Der Ort wuchs jedoch nur langsam, denn der hohe Salzgehalt des Wassers und zurückgehende Wasserressourcen machten das Betreiben landwirtschaftlicher Betriebe finanziell unattraktiv. 1925 wohnten lediglich 25 Personen in Imperial. Die Bevölkerung stieg langsam, aber stetig an, auf 250 Einwohner im Jahre 1949 und auf fast 1000 Ende der 1960er Jahre. Seitdem sinkt die Bevölkerungszahl, sie betrug 1990 720, 2000 428 und 2010 noch 278.